# Max Inzinger
Max Inzinger (Ering, 1945) es un antiguo cocinero de programas de televisión.

## Carrera
Colaboró principalmente en el programa Die Drehscheibe de la cadena ZDF en la década de 1970. En Ruhpolding regentó un restaurante que llevaba su nombre. También se hizo cargo de la presidencia del equipo de hockey sobre hielo EV Rosenheim. En 1986 publicó su libro de cocina Leicht, lecker, schlank mit Max Inzinger.
No tuvo suerte con una consultora y atravesó por problemas financieros; además no volvió a encontrar trabajo de cocinero. Durante un tiempo cumplió prisión preventiva en Alemania y Sudáfrica. En 1994 fue condenado a libertad condicional y en 1998 se le impuso una multa de 1000 marcos por intento de estafa. En 2004 fue acusado de estafa junto a dos socios por un préstamo de unos 350 000 euros con un tipo de interés anual del 20% para un proyecto hotelero en Mallorca. En 2010 se supo que se había emitido una orden de búsqueda para detenerlo por cometer distintos fraudes y que había huido a Sudáfrica, lugar en el que reside desde entonces. Según un fiscal alemán, las autoridades de aquel país no han respondido a la solicitud de extradición.